# Айии

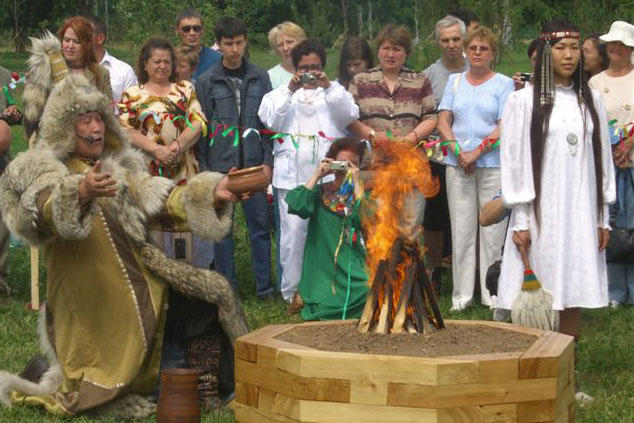
Обряд годування вогню

Айии (якут. Айыы, Аар Айыы) — у вузькому сенсі божества традиційної релігії якутів (Аар Айыы итэҕэлэ). Згідно міфології, Айии — жителі Верхнього світу, прабатьки народу саха. Вважається, що Айии не приймають кривавих жертвоприношень, і тому їм підносять жертви рослинного походження і молочні продукти.
У побутовому сенсі, в сучасному якутській мові є слово Аньыы, яке розуміється як гріхи, проступки або табу. Наприклад, наступати ногами на могилу — аньыы (в сенсі не можна). Дане слово не можна плутати з «Айыы».
Основним символом у вченні Айии є Аал Луук Мас (Велике Гігантське Дерево) — символ триєдності світу. Згідно космогонії Айии світ складається з трьох частин: Підземного світу (Аллараа Дойду), де мешкають абааhы (спрощено — злі духи), Серединний світ (Орто Дойду), де мешкають люди, Верхній світ (Yөhээ Дойду) — житло верховних божеств (не завжди добрих). Крона Аал Луук Масу символізує Верхній світ, стовбур — Серединний світ, коріння — Підземний світ.
Не менш цікавим є уявлення про душу (кут). Згідно з цими уявленнями кут складається з 3-х частин
1. Ійе-кут (материнська душа) — то що передається від батьків: традиції, культура.
2. Буор-кут (земляна душа) — матеріальна частина, фізичне тіло.
3. Салгин-кут (повітряна душа) — інтелект, розум, комунікативно-соціальна складова.

Символи Айии (наприклад Аал Луук Мас) є обов'язковими для зображення на святі Исиах і регламентуються відповідними постановами уряду Республіки Саха.

## Пантеон божеств
- Юрюнг Айии тойон (ін. ім'я Юрюнг Тойон Айии) (якут. Үрүҥ Аар Тойон, Үрүҥ Тойон Айыы — творець світу, інших айии, демонів абасів, духів іччі, людей, тварин і рослин. Він глава небес і богів. Він живе на дев'ятому небі, яке уявляється як найпрекрасніша країна, де немає зими, росте біла трава, подібна до крил білого лебедя. Він втілюється в образах білого жеребця або орла.
- Джьосьогей тойон (ін. ім'я Кюрюйо Джьосьогьой тойон, Джьосьогьой Айии, Кюн Джьосьогьой або Уордаах Джьосьогьой) (якут. Дьөhөгөй Тойон, Kүрүө Дьөhөгөй Тойон, Дьөhөгөй Айыы, Күн Дьөhөгөй, Уордаах Дьөhөгөй) — бог-покровитель коней . Він живе на третьому небі. Він посилає людям кінну худобу, але може відібрати і назад, якщо гнівається. Допомагає людям вести господарство, працювати. Наділяє людину силою, талантом, майстерністю. Він старший з богів братів.
- Ісегей Іейіехсіт (якут. Иhэгэй Иэйиэхсит) — богиня, що наділяє людей рогатою худобою.
- Хомпоруун Хотой Айии (ін. ім'я Сюнг Хаан, Сюнгкен Ерелі) (якут. Хомпоруун Хотой Айыы, Сүҥ Хаан, Сүҥкэн Эрэли — бог-покровитель птахів . Він втілюється в образі темно-сизого орла. Він — батько орла і жорстоко карає людину, яка вбила цю птицю. Він другорядний бог чоловічої статі, дає людям численний, але фізично слабкий приплід, в основному дівчаток, іноді — худобу масті «хара дьагил» (якут. хара дьаҕыл
- Сюге тойон (ін. ім'я Аан Дьаасин, Дьаа Буурай, Орой Буурай, Буурай Дохсун, Уордаах Дьасибил, Сюнг Дьаасин, Сюрдеех Келтеех Сюге Буурай Тойон) (якут. Сүгэ Тойон, Аан Дьааhын, Дьаа Буурай, Орой Буурай, Буурай Дохсун, Уордаах Дьаhыбыл, Сүҥ Дьааhын, Сүрдээх Кэлтээх Сүгэ Буурай Тойон) — бог грому і блискавки. Іноді його називають третім ім'ям у тріаді верховного творця. Грім вважається стуком копит його коня, а блискавки — його сокирою, якою він разить нечисті сили. Крім того, він захищає худобу, посилає людям дітей, лошат і телят.
- Айиисит (якут. Айыыhыт) — богиня, яка живе на східному небі і спускається звідти, оточена ореолом світла, у вигляді дорого одягненої літньої жінки або кобилиці. Вона з'являється при пологах, допомагає благополучно позбавитись від тягаря, благословляє новонароджене дитя і покидає будинок породіллі на третій день після пологів. Айиисит людини знаходиться в стороні сходу літнього сонця. Існує ще Айиисит кінської худоби, яка знаходиться в стороні сходу зимового сонця, Айиисит рогатої худоби — під землею. Крім того, є айиисити і у інших тварин.
- Іейіехсіт (якут. Иэйиэхсит — богиня-покровителька жінок. Живе на східному небі. Завжди відкрита до людей, весела, завзята. Спускається на землю в травні . З її поверненням починає зеленіти листя, починається літо. Допомагає людям своїми чарівнии порадами, оберігає від злих сил, благословляє приплід худоби. Не любить бруд і неохайність.
- Одун Хаан (якут. Одун Хаан — бог, що живе на восьмому небі. Спускається на землю в лютому . Винахідник, допомагає людям споруджувати будинки, винаходити нове. Також, є творцем долі.
- Дьилга Хаан (якут. Дьылҕа Хаан — один з богів долі. Допомагає людям дізнатись таємниці їхньої долі.
- Чингис Хаан (якут. Чыныс Хаан — бог долі, що живе на сьомому небі. Спускається на землю в грудні і панує до середини лютого. Перегукується з одним із звань Темучина — Чингісхана.
- Білге Хаан (якут. Билгэ Хаан) — бог знань. Живе на сьомому небі.
- Уйгулаан Хаан (якут. Уйгулаан Хаан) — бог любові. Єднає серця.
- Улу Тойон — покровитель шаманів и батько воронів. Також шанується як творець хвороб.

## Реєстрація
Традиційна віра Аар Айии є офіційно зареєстрованою релігією в Управлінні Міністерства юстиції Російської Федерації по Республіці Саха (Якутія). Документальне свідчення про це вручив 11 січня 2014 року заступник керівника управління Мін'юсту по РС(Я) Олексій Нікіфоров.